# Bíró Ferenc (orvos)
Bíró Ferenc (Mecsekalja, 1948. szeptember 4. –) magyar orvos, politikus, országgyűlési képviselő, polgármester.

## Életpályája
Az általános és középiskolai tanulmányait Pécsen végezte el. 1967-ben érettségizett a Nagy Lajos Gimnáziumban. Az egyetem előtt beteghordó volt a Pécsi Orvostudományi Egyetem röntgenklinikáján. Ezután sorkatonai szolgálatot teljesített. 1969–1975 között a Pécsi Orvostudományi Egyetem hallgatója volt. 1975–1977 között Szabadszentkirályon, 1977-től Pécsváradon körzeti orvos. 1983-ban szakorvosi vizsgát tett általános orvostanból. 1983-tól főorvos volt. 1983–1991 között az OKOI munkatársa volt. 1985 óta a MAOTE vezetőségi tagja. 1988-ban a Baranya megyei Faluszövetség és a Falvakat Képviselő Magyar Tanácstagok Csoportjának egyik kezdeményezője volt. 1991-től az OALI tudomány munkatársa. 1994-től a Magyar Orvosi Kamara Háziorvosi Szekciójának vezetőségi tagja. 1998–2008 között a Nemzeti Egészségügyi Tanács tagja volt. 1998–2012 között a Mentők és Betegszállítók Országos Egyesületének elnöke volt. 2001-től a Pécsi Tudományegyetem Családorvostani tanszék tudományos főmunkatársa volt. 2002-től tagja a Családorvos Kutatók Országos Szervezetének (CSAKOSZ).

### Politikai pályafutása
1985–1990 között a Baranya Megyei Tanács tagja volt. 1988–1996 között az MDF alapító tagja és a pécsváradi szervezet elnöke volt. 1989–1990 között az MDF országos választmányi tagja volt. 1990–1992 között a Szociális, családvédelmi és egészségügyi bizottság tagja volt. 1990–1994 között országgyűlési képviselő (Baranya megye) volt. 1993–1994 között az Önkormányzati, közigazgatási, belbiztonsági és rendőrségi bizottság tagja volt. 1994–2002 között, valamint 2006–2008 között önkormányzati képviselő volt (MDF, MDNP, illetve független). 1994–2002 között a Baranya Megyei Közgyűlés tagja volt. 1996–2005 között az MDNP tagja és Baranya megyei elnöke volt. 2008–2014 között Pécsvárad polgármestere volt.

## Családja
Szülei: Bíró Dénes és Szabó Erzsébet voltak. 1974-ben házasságot kötött Wilheim Andreával. Második felesége, 2001-től Éliás-Mezey Erzsébet. Három gyermeke született: Balázs (1975), Zsuzsanna (1977) és Ferenc (1996).